# チキンラーメン
チキンラーメンは、日清食品が販売しているインスタントラーメンの銘柄。親会社である日清食品ホールディングスの登録商標（第2685160号ほか）。「日清チキンラーメン」とも称される。商業的に成功した最初の即席麺である。

## 特徴

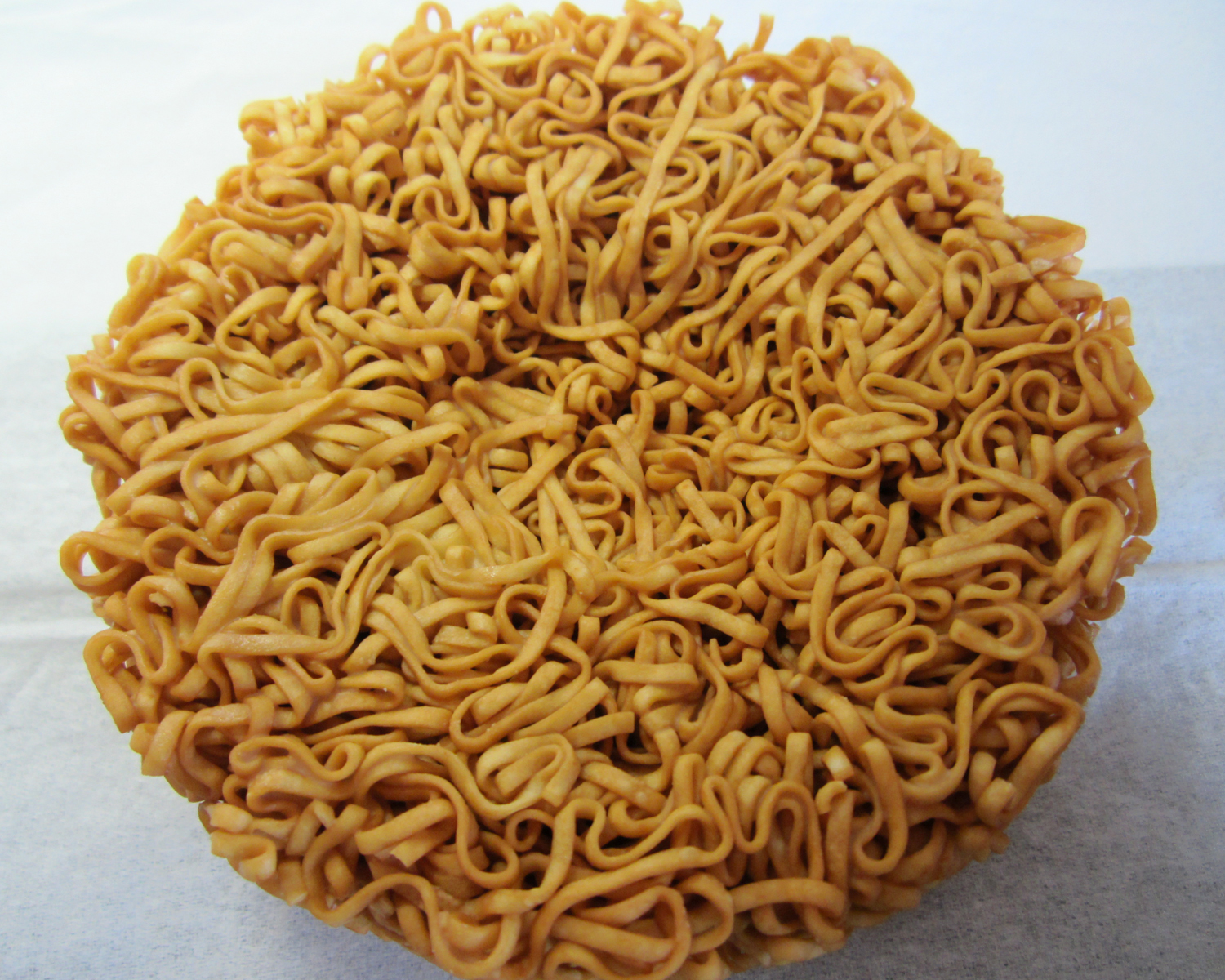
中央にやや大きめの凹み（たまごポケット）がついた味付け麺。湯を入れることで麺からスープがしみ出して湯がスープになる。具は入っておらず、他のインスタントラーメンにあるようなスープや具などの小袋類はない。

袋入りインスタントラーメンで、調理方法は丼（どんぶり）などの容器に入れて湯を掛け、蓋をするか密閉する。容器を別に用意する必要があるほかはカップ麺とほぼ同様の調理方法で、鍋で煮る必要がない点が他の袋入りインスタントラーメンと大きく異なる。派生商品のカップ麺もある。スープは麺に噴霧して別添していない。
チキンラーメンの「チキン」は鶏を意味する英語"chicken"であるが、本商品はローマ字表記で"Chikin"と綴られている。

## 歴史
日清食品創業者の安藤百福が、太平洋戦争終戦直後の梅田の闇市でラーメン屋台に並ぶ行列を見て、「もっと手軽にラーメンを」と開発した。大阪府池田市の自宅敷地内に建てた研究小屋で試行錯誤し、妻が揚げていた天ぷらの外観や食感から「油の熱で乾かす」瞬間油熱乾燥法を発想した。
池田市の「安藤百福発明記念館 大阪池田」（カップヌードルミュージアム 大阪池田）に、チキンラーメンを開発した作業小屋が復元して展示されている。日清食品がチキンラーメン60周年記念として2017年（平成29年）10月から営業を始めた「チキンラーメン屋台」は、この研究小屋をイメージして製作した。
なお、一般にチキンラーメンは「世界初のインスタントラーメン」と称されるが、定義の違いなどにより異論も存在する（「インスタントラーメン#発明」を参照）。

### 年表
- 1958年（昭和33年）8月25日 - サンシー殖産（同年12月に日清食品へ商号変更）より販売開始[2]、85グラム入り35円（当時の物価参考：大卒者初任給13,467円、国鉄初乗り10円、入浴料16円）で販売された。売価が高く受け入れられなかったが、大阪市福島区の問屋が8月25日に納入を決定し、安藤は大喜びした。日本即席食品工業協会は8月25日を「即席ラーメン記念日」とした。福島区にある日清の看板はそれを記念している。その後、価格は35円から30円に引き下げられた[3]。初代キャラクターは「チーちゃん」と「キン坊」。
- 1960年（昭和35年）に厚生省「特殊栄養食品」マークがパッケージに記した[4]。この年に初の即席日本そば「千金蕎麦」（チキンそば）を発売した。味付きそばではなく、ゆでた麺を冷やして別添のつゆで食すものである[5]。
- 1962年（昭和37年） - 初のノンフライ・冷し中華・スープ別途ラーメン「チキンラーメン ニュータッチ冷麺」を発売した。付属の粉末スープを水で溶いてタレに供する[6]。
- 1966年（昭和41年） - スープ別添・醤油味の「和風チキンラーメン」を発売[5]。
- 1967年（昭和42年）より外袋に描かれたキャラクターを「ちびっこ」に変更。同時に初代パッケージから使用されている透明の窓が小さくなった[7]。
- 1970年（昭和45年） - 「チキンラーメンデラックス」を発売。鶏肉とネギのかやく入り[5]。
- 1978年（昭和53年） - 箱入りタイプのチキンラーメン発売。CMは千昌夫を起用。
- 1983年（昭和58年） - 品質維持のためおよび、即席めんが認知されて中身の説明が不要になったため、パッケージから透明の窓が消滅[7]。
- 1984年（昭和59年）に南伸坊を起用したCM「すぐおいしい、すごくおいしい篇」からアレンジを変えつつ使用されているCMソングは鈴木さえ子の曲である。
- 1987年（昭和62年）11月 - チキンラーメン5食パック発売。
- 1990年（平成2年）より外袋に描かれたキャラクターは「ひよこちゃん」。同年、「すぐおいしい、すごくおいしい」のキャッチフレーズも制定[7]。
- 1991年（平成3年） - 丼型の発泡スチロールカップ容器に入ったカップ麺「チキンラーメンどんぶり」（略称チキどん）も発売された。具としてフリーズドライの鶏ささみほぐし肉と、かき玉子とネギが入っていた（尚、現行のものには鶏ささみ肉は入っていない）。同時に、ミニサイズのどんぶり「チキンラーメンどんぶりミニ」も発売。
- 1994年（平成6年）3月 - 「チキンラーメンMini」発売。20g入りが3袋セットのパック。丼ではなく、マグカップ等で作ることができる。
- 2001年（平成13年）8月 - チキンラーメン初のバケツ型容器を用いた大盛りカップ版「チキンラーメン ダイナカップ 焦がしねぎチャーシュー入り」を発売。
- 2003年（平成15年）
  - 乾燥麺の中央部に、たまごポケットと称するくぼみを付けて卵を載せ易くする改良が加えられた。国分太一、仲間由紀恵が出演するCMで宣伝し、売り上げを伸ばした。この「たまごポケット」は2004年8月に「チキンラーメンどんぶり」、2007年9月に「どん兵衛 特盛天ぷらそば」にそれぞれ採用する。「どん兵衛 特盛天ぷらそば」は2013年のリニューアルでたまごポケットが廃止された。
- 2004年（平成16年）8月16日 - チキンラーメンの誕生日1958年8月25日に合わせて、チキンラーメン1袋と白いフタ付き丼がセットになった、「チキンラーメン付きどんぶり」を数量限定で販売した。
- 2005年（平成17年）
  - 4月25日 - チキンラーメンMini1パックと、ひよこちゃんの絵入りマグカップ1個がセットになった「チキンラーメンMini付きひよこちゃんフタつきマグカップ」を限定で販売。マグカップは陶器、フタはプラスチックだった。フタの無いセットも販売された模様。
  - 8月 - フリーズドライのキムチが入った「チキンラーメンどんぶり プラスキムチ」と縦型ラージカップを用いた大盛サイズのカップ麺「チキンラーメン ビッグ」がそれぞれ発売。その後「チキンラーメン ビッグ」は毎年8月に限定で発売されることに。
  - 11月21日 - チキンラーメン1袋とひよこちゃんの絵入り土鍋がセットになった「チキンラーメン&土鍋セット」を期間限定で販売した。
- 2006年（平成18年）10月16日 - チキンラーメン1袋と白いフタ付き丼（たち吉製）がセットになった、「チキンラーメン&どんぶりセット」を数量限定で販売した。
- 2007年（平成19年）
  - 1月5日 - チキンラーメンの生みの親・安藤百福が96歳で逝去。
  - 2月 - 野菜などの具が追加された「国分太一流鶏だんご鍋風チキンラーメンどんぶり」「仲間由紀恵流野菜チャンプルー風チキンラーメンどんぶり」が発売された。
  - 4月2日 - 「チキンラーメン&どんぶりセット」の縮小サイズの丼（たち吉製）、がセットになった「チキンラーメンMini & ひよこちゃんミニどんぶりセット」が数量限定で発売された。
  - 7月17日 - オイスターソースを隠し味に加え、フライパンで焼きそばにして食べるのに適した「日清焼チキン」が発売された。ソース味ではないので、ラーメンにして食べることも可能。塩分が少ないため、ラーメンとして調理する場合は通常のチキンラーメンより味は若干薄め。
  - 8月6日 - 袋入りのチキンラーメン2食にフタと丼各2つをまとめて包装した「チキンラーメン ツインズ」がコンビニエンスストア限定で発売された。
  - 8月13日 - 縦長のカップ入りで、具として炭火焼きの鶏肉、卵、ネギ、赤ピーマンを入れた「炭火焼チキンたっぷりのチキンビッグカップ」が発売された。
  - 8月20日 - 具としてタマネギ、ニンジン、キャベツ、アスパラガスを加え、カレー風味を加えた「チキンラーメンどんぶり プラス野菜カレー」が発売された。「たまごポケット」未採用。
- 2008年（平成20年）
  - 1月7日 - レトルトパックの餅が入った「チキンラーメンどんぶり プラス杵つきもち」と煮込み専用の「ふわふわたまごの素付き チキンラーメン」が発売された。
  - 2月12日 - 「日清焼チキン」のカップ焼きそば版「日清焼チキン カップ」発売。調理時の湯がスープになる。
  - 3月 - チキンラーメン発売開始50周年を記念し、日清食品の海外現地法人がチキンラーメンの製造を開始。日本以外でチキンラーメンが製造される国（カッコ内は現地名称）。
アメリカ (Oodles of Noodles)
ブラジル (LAMEN GALINHA)
ハンガリー (CHICKEN RAMEN)
インド (Top Ramen)
インドネシア (CHICKEN RAMEN)
中国・広東省（鶏湯拉麺）
※香港は、日本語名称「チキンラーメン」で販売される。
  - 「リフィル」（詰め替え用）発売開始
  - 5月 - たまごポケットを、白身用、黄身用の2段構成としたWたまごポケットにリニューアル 。
  - 8月25日 - チキンラーメン誕生50周年。「特製金のオイル」付きの50周年記念限定版を袋・カップで発売。
- 2009年（平成21年）
  - 4月27日 - 「チキンラーメン ダイナカップ」以来8年ぶりの採用となるバケツ型容器を用いた大盛りカップ版「日清でかっ! チキンラーメンカップ」を発売。麺の質量は同社のソース焼そばを除く「デカ王」シリーズと同等の120gとなっている[注釈 1]。
  - 7月21日 - 幼児向けの2袋入りのミニサイズ袋麺「日清 おやつチキンラーメン」を発売。この商品はデザイナーの中野シロウを中心としたチームによって生まれた手塚プロダクションの監修によるキャラクターブランド「TEZUKA MODERNO」とコラボレーション商品である。
- 2010年（平成22年）
  - 3月1日 - 安藤百福生誕100年で「チキンラーメン 生誕百年記念パッケージ」を期間限定で発売。発売当時（1958年）の価格35円、5食パック175円（税込・メーカー希望小売価格）で販売する[8]。
  - 7月28日 - イメージキャラクター「ひよこちゃん」のデザイン変更を発表[9]。新デザインは、「プレイセットプロダクツ」が製作した。
  - 8月 - 日清食品が“全麺革命”の一環として進めている太めん製法を取り入れた「チキンラーメン 太めんどんぶり」及び「チキンラーメン 太めんBIGカップ」「焼チキン 太めんカップ」を限定発売。
- 2011年（平成23年）
  - 2月28日 - 「日清チキンラーメン&フタつきどんぶりセット」を全国で発売開始。
  - 8月4日 - 新CMキャラクターに子役の芦田愛菜を起用することを発表。芦田は「ひよこちゃん」の着ぐるみを着て出演する。CMは2011年8月13日から放送がした。
- 2012年（平成24年）
  - 11月26日 - 坂井宏行監修「チキンラーメンどんぶり バター香るクリームスープ仕立て」を限定発売。
- 2013年（平成25年）
  - 春頃 - 本年限定で袋が55周年記念パッケージとなる。
  - 8月 - 55周年記念商品として「KINGチキンラーメン」が発売された。
  - 11月 - 袋麺のパッケージがアルミ包装に切り替わる[注釈 2]。
- 2018年（平成30年）
  - 8月 - 担々麺風にアレンジし、『出前一丁』のごまラー油を付属させた「チキンラーメン 担々ごまラー油」を発売。蓋にはひよこちゃんの他、『出前一丁』の「出前坊や」が記載された。
  - 9月 - 講談社の幼児向け雑誌『おともだち』10月号の付録に、「ちゅるちゅる チキンラーメンごっこ」が登場した[10]。
  - 秋 - サントリービール「金麦」とコラボレーション、「金麦」と似合う鍋料理の〆としてチキンラーメンを加え、「〆は、チ金麦鍋」と宣伝。
- 2019年（令和元年）
  - 8月12日 - 期間限定で、どんぶり型カップ麺「チキンラーメンどんぶり チキぎゅー」と、縦型カップ麺「チキンラーメンBIGカップ チキとん」を発売。
  - 8月19日 - 期間限定で、牛ガラスープを使った「ビーフラーメン」と、豚骨スープを使った「ポークラーメン」を発売。同時に3食パック専売の「具入りチキンラーメン アクマのタンタン」を発売。
  - 10月1日 - 安藤夫婦をモデルにしたNHK連続テレビ小説『まんぷく』が放送開始（翌年3月30日まで）。
- 2020年（令和2年）
  - 8月17日 - サラダに和える用[注釈 3]の「チキンラーメンサラダ」シリーズを発売[11]。
- 2022年4月4日 - 湯が不要[注釈 4]で、そのまま食べられる「0秒チキンラーメン」、発売開始[12]。

## 調理法

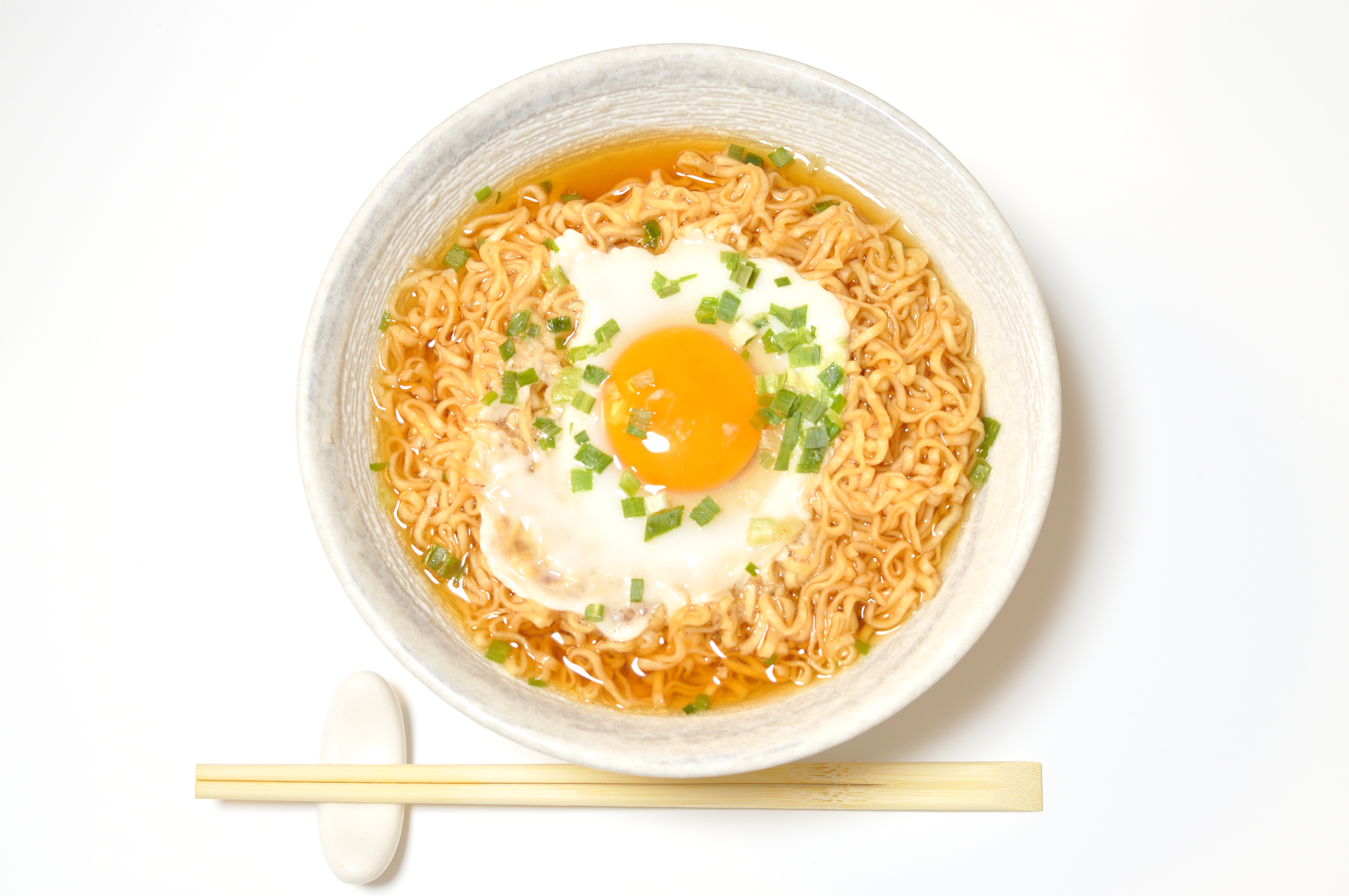
卵と刻みネギで調理した例

袋を開けて取り出した乾燥麺を丼などの食器に入れ、熱湯をかけて蓋をする。おおよそ3分間（発売当初は2分間とされた）待てば食べられる。熱湯を沸かした鍋で直接煮込めば1分強で食べられる。
具材はない。右の写真のように、くぼみを上にして麺をどんぶりに入れ、くぼみの上に生卵を乗せて湯をかけ、刻みネギを入れる調理例がパッケージに印刷されている。開発者の百福は「美味しく食べるコツは、ちゃんと蓋を閉めてきっちり3分待ち、よくかき混ぜてから食べること」と語っている。
調理しなくても、多少塩辛いがそのままかじったり、砕いて米飯に掛けたり、スープの具にしたりして食べることも可能。麺に含まれるデンプン質は加熱によってアルファ化（糊化）されているため消化吸収上は問題なく、非常食としても有用。
一方で様々な具や調味料を足したり、焼きそばやそばめしのように料理したりすることもできる。こうしたレシピは、チキンラーメンのブランドサイトや書籍『365日チキンラーメンの本』でも紹介されている。

## 成分表示
袋麺1食（85g）当たり
- エネルギー：377kcal（めん335kcal、スープ42kcal）
- たん白質：8.2g
- 脂質：14.5g
- 炭水化物：53.6g
- 食塩相当量：5.6g（めん2.3g、スープ3.3g）
- ビタミンB1：0.61mg
- ビタミンB2：0.74mg
- カルシウム：278mg

「合成保存料、合成着色料は使用しておりません。」という表示あり
- アレルギー
  - 小麦
  - 卵
  - 乳製品
  - 鶏肉
  - 大豆
  - ごま

## ラインナップ・派生商品

### 現在
- チキンラーメン
  - ビーフラーメン（期間限定商品）
  - ポークラーメン（期間限定商品）
  - 具入りチキンラーメン アクマのキムラー
  - 具入りチキンラーメン アクマのタンタン（期間限定商品）
  - チキンラーメンmini
  - お椀で食べるチキンラーメン
  - 0秒チキンラーメン（そのままかじる用）
  - 0秒チキンラーメンmini（そのままかじる用）
- チキンラーメンどんぶり（1990年発売）[15]
  - チキンラーメンどんぶり チキぎゅー（期間限定商品）
  - チキンラーメンどんぶりミニ
  - チキンラーメンBIGカップ チキとん（期間限定商品）
  - 日清でかっ! チキンラーメンカップ
  - チキンラーメンカップ（自動販売機向け商品）
  - チキンラーメン保存缶（賞味期限3年間、自治体・企業向け）[16]
  - チキンラーメンどんぶり キムチ鍋風（冬季限定、2015年）[17]
- 焼チキン
- チキンラーメンごはん
- チキンラーメンぶっこみ飯
- チキンラーメンサラダ
  - チキンラーメン キャベサラダ
  - チキンラーメン もやサラダ
  - チキンラーメン レタスサラダ
- 菓子
  - チキンラーメン ポテトチップス（湖池屋）
  - チキンラーメン ポテトスティック（湖池屋）
  - ぼんち揚 チキンラーメン味（ぼんち）

### 過去
- 即席冷し千金蕎麦（ちきんそば） - 1960年発売。茹でた麺を冷やして別添のつゆで食べる[15]
- チキンラーメン ニュープラスカレー - 1963年発売[15]
- チキンラーメンホームパック
- チキンラーメンP（ポケット）
- チキンラーメン白ラベル
- ニュータッチ温麺
- ニュータッチ冷麺 - 1962年発売、スープ別添えのノンフライ麺[15]
- ニュープラスカレー
- 和風チキンラーメン - 1966年発売、スープ別添えのしょうゆ味[15]
- チキンラーメンボックス
- チキンラーメンデラックス - 1970年発売、鶏肉とネギのかやく入り[15]
- チキンラーメン カレー - 1986年発売[15]
- チキンラーメン みそ - 1986年発売[15]
- チキンラーメン とんこつ - 1987年発売[15]
- チキンラーメンカレー家族
- 35周年記念チキンラーメン復刻版
- チキン菜麺
- チキンラーメン チキンナゲット
- チキンラーメン ピリッとチキン
- チキンラーメン チキとん
- キャロットチキンラーメン
- グリーンチキンラーメン
- チキンラーメン 焼きとり
- チキンラーメン ダイナカップ
- 具入りチキンラーメン アクマのバタコ
- 具入りチキンラーメン アクマのアサバァ
- チキンラーメンリフィル

ほか

### 海外
2008年、チキンラーメンの発売50周年を記念して、各国オリジナルの「チキンラーメン」が発売された。地域に合わせて現地製造されているが、袋のデザインはほぼ同じで上部の海老茶とオレンジ白のストライプが使われている。
。
- ブラジル（LAMEN GALINHA）インスタント麺という意味の「Miojo（ミオジオ）」という語が添えられる。
- ハンガリー（CHICKEN RAMEN CSIRKE ÍZŰ）
- インド（CHICKEN RAMEN）Top Ramenの文字が添えられる。非ベジタリアン向け。汁なしで、ターメリックやレッドチリのスパイス風味。
- インドネシア（Top Ramen）既存ブランドの新味として発売。ハラルマークが添えられる。
- 中国・広東省（始祖 鶏湯拉麺）コクのあるゴマ風味の白濁色のチキンスープ。
- 香港（始祖 鶏ガラ チキンラーメン）チリを加えた醤油味のチキンスープ。

## コラボレーション商品
- チキンラーメン蓋付マグ（カネミ美和）
- チキンラーメン丼（カネミ美和）
- チキンラーメン レンゲ（カネミ美和）
- チキンラーメン 丼（レンゲ付）（カネミ美和）
- チキンラーメン オカリナ（カネミ美和）

## その他
- 発売直後の1960年代初め、他社が日清食品に無断で、商標や製法特許を侵害したチキンラーメンの類似品や模倣品を相次ぎ販売し、「キチンラーメン」なども出回った[19]。類似品で食中毒事件が起こり、挙げ句はその類似品等を製造した企業などによって「全国チキンラーメン協会」を結成したほどの騒動となった。同協会は「チキンライスと同様に、チキンラーメンは普通名詞にすぎない」として日清食品と対立したが、1961年に裁判所から日清食品の登録商標が認められ、チキンラーメン協会の控訴も退けられた。その後1964年に日清食品主導で「社団法人日本ラーメン工業協会」（現・日本即席食品工業協会）を設立し、業界の協調体制を整備している[20]。
- 日本生活協同組合連合会 (COOP) からチキンラーメンのOEM版「コープ 鶏ガララーメン」の名で2009年10月中旬まで全国各地の生協へ供給した。オリジナル同様「たまごポケット」も採用[注釈 6]しているが、オリジナルのチキンラーメンに対し、麺のつなぎに用いられるやまのいも粉はこのコープ鶏ガララーメンでは使用されていないため、麺の食感が若干異なり、麺質量はチキンラーメンは85g、コープ鶏ガララーメンは83gであった。
- 宣統帝溥儀は亡くなる直前に、好物だったチキンラーメンを食べたいと言っていたことが、弟溥傑の夫人である嵯峨浩の著書『流転の王妃の昭和史』により伝えられており、『トリビアの泉』でこのエピソードを紹介した際、スタッフが許可を得て溥儀の墓前に調理したチキンラーメンを供えた[21]。
- 『日本経済新聞』私の履歴書で安藤百福は、商品化当初は鶏がらをはじめ丸鶏のぶつ切りをそのままスープ材料に用い妊婦の栄養補給に推奨された[注釈 7]、と語る。
- 2008年11月、チキンラーメン発売50周年を記念して、当時の東急東横線渋谷駅ホームで終電後にテレビCMの撮影が行われた（国分太一出演）。CMではチキンラーメンを初めとする日清食品の歴代の即席めん製品の系譜を渋谷駅ホームの壁に張り、国分太一がホームを走りながら「あなたが食べているあのラーメンもこのラーメンも、すべてチキンラーメンから生まれたのです」と紹介。
- 大阪府池田市の石橋駅周辺商店街の店主らでつくる「石橋下町倶楽部」は、百福の偉業を称えるため、和・洋・中を問わず多くの飲食店でチキンラーメンを使った様々な料理を提供している[22][23]。池田市もインターネットサイト「大阪池田チキチキ探検隊」を開設してチキンラーメンを支援し、ふるさと納税の返礼品としても選べるようにしている。
- 他に「チキンラーメン」のように麺に予め味付けがしてある中華風即席麺を発売しているメーカーには、東京拉麺（即席ラーメン）、無印良品、オキコ（オキコラーメン）などがある。
- 開発者である安藤百福は、96歳で亡くなる前日まで、昼食に毎日欠かさずチキンラーメンを食べていたという。
- 関西圏限定であるが、1990年代初頭頃以降、チキンラーメン5食パックは日本プロ野球NPBのシーズン開幕から中頃までの生産分には、パックの包装にほぼ毎年阪神タイガースの虎のマークが書かれたものも流通している。この包装のパックでの販売時には阪神甲子園球場で開催される阪神タイガースのホームゲームの観戦チケットやチキンラーメングッズなどがプレゼントされるキャンペーンが「日清焼そば」「出前一丁」とともに実施され、応募はがきも同封される[24]。
- 2017年5月8日から、卵の「きよらグルメ仕立て」とコラボレーションCMを放送。きよらのCMキャラクター「寝冷えネコ（きよニャ）」が卵の布団をおねだりしていると、チキンラーメンが卵を横取り。ひよこちゃんたちがCMソングを歌いながら現れてきよニャを取り囲む。過去、意地悪な別のネコが羽毛布団を作るために、嫌がるひよこちゃんたちの頭の毛を抜いたことがあり、その仕返しを果たすストーリーとなっている[25][26]。
- CMに出演していた芦田愛菜は後に開発者である安藤百福夫妻がモデルになっている連続テレビ小説『まんぷく』の語りを担当している。
- 2019年10月、渋谷のポップアップストアn-spaceに期間限定で日清食品直営のチキンラーメン専門店「説」が開業した[27]。店名の「説」はテレビ番組『水曜日のダウンタウン』の「説のプレゼン」にちなむ[28]。
- 2020年8月から発売を開始した「チキンラーメンサラダ」シリーズはアニメ映画『天気の子』に登場した、砕いたチキンラーメンをサラダに和える食べ方をヒントにした[11]。

## CM出演者
2023年（令和5年）4月現在
- なかやまきんに君（0秒チキンラーメン、2023年4月-）
- 高木ひとみ〇（ぽんぽこ）（チキンラーメン キャベサラダ、2022年9月-）[29]

過去
- 千昌夫
- 南伸坊
- 畑正憲
- グッチ裕三
- 野田知佑（カヌーイスト、作家）
- 吉川ひなの
- 山田吾一
- 田村英里子（チキンラーメンどんぶりのみ出演）
- 菅野美穂
- 国分太一
- 仲間由紀恵
- 所ジョージ（芦田愛菜と共演）
- 芦田愛菜
- 新垣結衣
- ぺこぱ（松陰寺太勇・シュウペイ）
- 崎山蒼志
- 山﨑すがら
- Bose（スチャダラパー）
- 村瀬哲史

## 関連項目

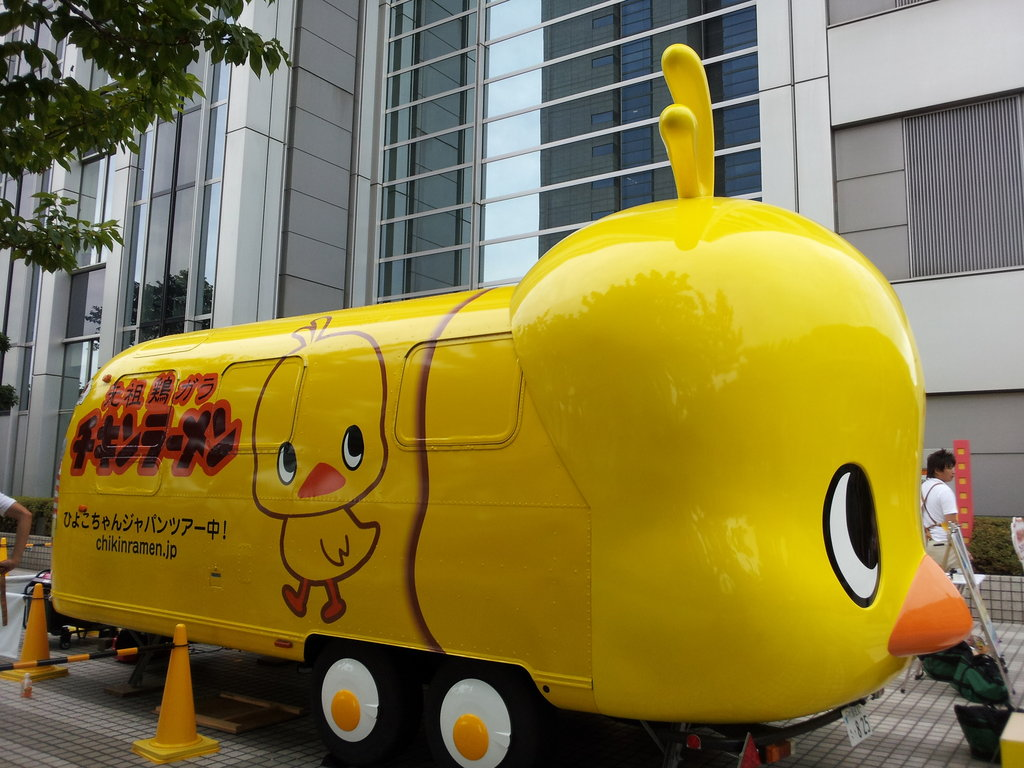
“ひよこちゃん”とよばれるキャラクターの宣伝車

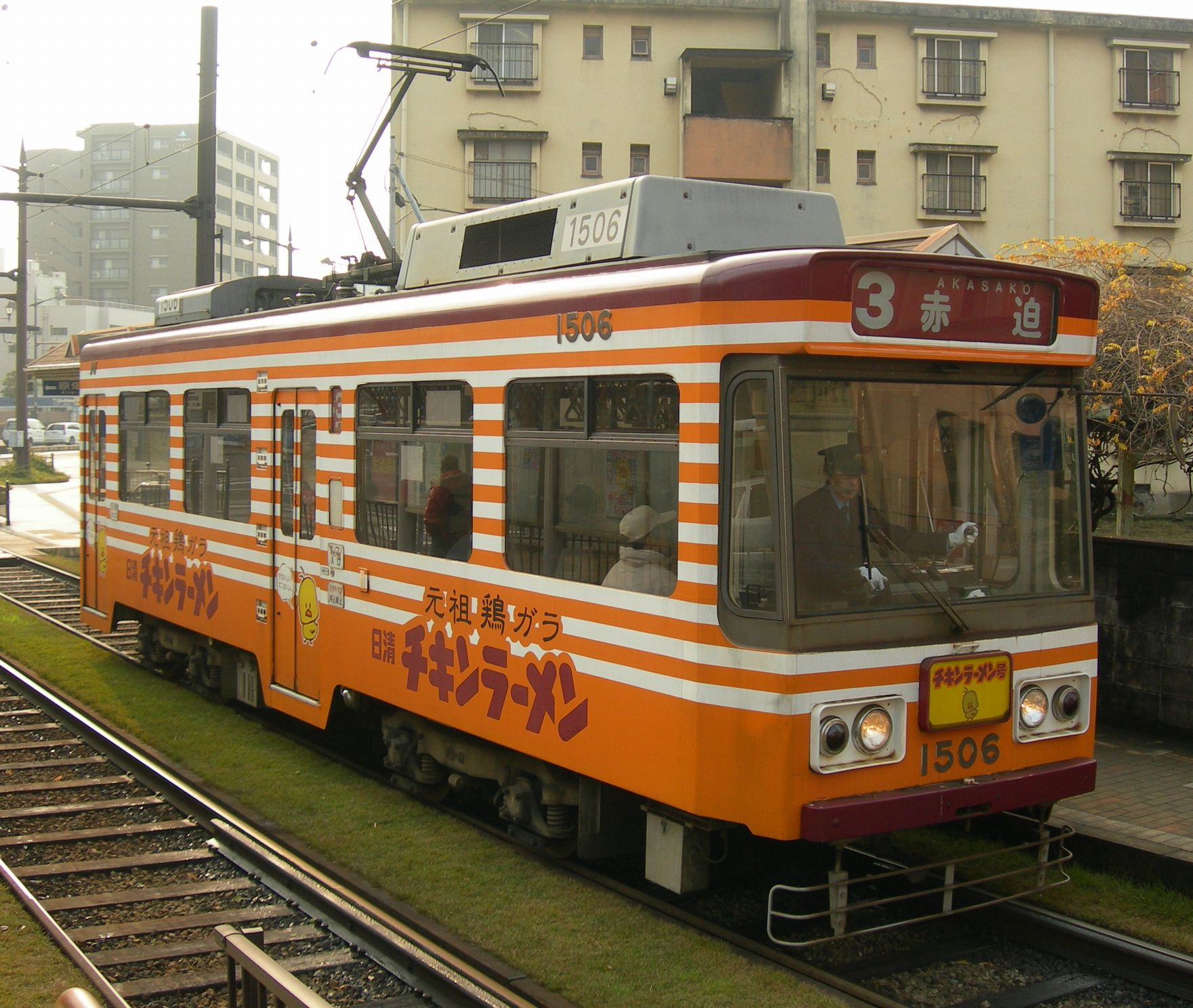
チキンラーメンの車体広告を採用した長崎電気軌道1500形電車